# Freestat
A Freestat ingyenes statisztikai rendszert jelent, alkalmazása internetes környezetben közel egy évtizede a különböző weboldalak számszerű információinak megfigyelésére, összegzésére, elemzésére irányul.
Magyarországon több különböző ingyenes statisztikai rendszer létezik, a legismertebbek egyike a nevében is ingyenességet jelentő magyar fejlesztésű Freestat, mely alapfunkcióin túlmutatva kategorizált toplistával, valamint jelszóvédelmi lehetőséggel is rendelkezik.

## Freestat mérési fogalmak
- összes elérés
- új látogatók
- visszatérők
- látogatottság
- böngésző
- hosztnév
- IP cím

## Működési elv
A freestat rendszer célja a klasszikus statisztikai modellek közül a leíró statisztika részterületén keresztül egy már rendelkezésre álló, valóságra vonatkozó adathalmaz összefoglalása, elemzése, egyszóval az információtömörítés, internetes környezetben, díjmentesen.
Alkalmazott részterületei a következők:
- mintavétel
- idősorelemzés

## A Freestat eredete és története
A magyarországi Freestat rendszer tervezése 1999-ben történt, az első mérési adatokat azonban csak 2000-ben kezdte gyűjteni. Közel egy évtizedes működése során nagyobb átalakuláson csak 2007-ben ment át, amikor a milliós nagyságrendű napi adatfeldolgozás új modell kidolgozását tette szükségessé. Jelenleg több mint 78 000 webmester által üzemeltetett oldal adatait analizálja, és teszi elérhetővé őket.